# Feliks Zawisza
Feliks Zawisza (ur. 1902 w Wierzbicy, zm. 12 czerwca 1983 w Wierzbicy) – plutonowy piechoty Wojska Polskiego, kawaler Orderu Virtuti Militari.

## Życiorys
Jako nastolatek wstąpił do Legionów Polskich. Był uczestnikiem wojny z bolszewikami. Między innymi w składzie Wileńskiego Pułku Strzelców walczył w bitwie warszawskiej w 1920 roku. Za bohaterską obronę Radzymina odznaczony został Krzyżem Srebrnym Orderu Virtuti Militari (nr 4127). Zmarł 12 czerwca 1983 roku w Wierzbicy. Pochowany na miejscowym cmentarzu.